# U-20-Fußball-Weltmeisterschaft der Frauen 2008/Gruppe D
Resultate der Gruppe D der U-20-Fußball-Weltmeisterschaft der Frauen 2008:
| Pl. | Land      | Sp. | S | U | N | Tore    | Diff. | Punkte |
| --- | --------- | --- | - | - | - | ------- | ----- | ------ |
| 1.  | Brasilien | 3   | 3 | 0 | 0 | 011:200 | +9    | 09     |
| 2.  | Nordkorea | 3   | 2 | 0 | 1 | 010:600 | +4    | 06     |
| 3.  | Norwegen  | 3   | 1 | 2 | 0 | 004:700 | −3    | 05     |
| 4.  | Mexiko    | 3   | 0 | 0 | 3 | 002:120 | −10   | 0      |

## Mexiko – Norwegen 1:2 (1:1)
| Mexiko                                                                                       | Mexiko | Norwegen | Norwegen |
| -------------------------------------------------------------------------------------------- | --- | --- | -------- |
| Mexiko                                                                                       | \| 20. November 2008 um 16:00 Uhr (Ortszeit); 20:00 Uhr (MEZ) in Temuco (Estadio Germán Becker) \| \| Schiedsrichterin: Sachiko Baba ( Japan) \|                                                              | \| 20. November 2008 um 16:00 Uhr (Ortszeit); 20:00 Uhr (MEZ) in Temuco (Estadio Germán Becker) \| \| Schiedsrichterin: Sachiko Baba ( Japan) \| | Norwegen |
| Mexiko                                                                                       | Erika Vanegas – Ana Gomez, Susana Mendoza, Valeria Hernandez – Liliana Mercado, Yalu Mondragon , Nayeli Rangel – Charlyn Corral, Dinora Garza, Stephany Mayor, Claudia Garcia Cheftrainerin: Andrea Rodebaugh | Ingrid Thorbjørnsen – Astrid Grøttå Ree, Caroline Walde, Marita Skammelsrud Lund, Ingrid Ryland – Maren N. Mjelde , Isabell Herlovsen (55. Ingrid Moe Wold), June Tårnes (71. Kristine W. Hegland), Tina Wulf – Ingvild Isaksen, Ida Elise Enget Cheftrainer: Jarl Torske | Norwegen |
| Mexiko                                                                                       | 1:1 Dinora Garza (28.) | 0:1 Marita Skammelsrud Lund (26.) 1:2 Ida Elise Enget (76.) | Norwegen |
| Mexiko                                                                                       | Claudia Garcia (58.) | Tina Wulf (90.+1') | Norwegen |
| 20. November 2008 um 16:00 Uhr (Ortszeit); 20:00 Uhr (MEZ) in Temuco (Estadio Germán Becker) | | |          |
| Schiedsrichterin: Sachiko Baba ( Japan)                                                      | | |          |

## Brasilien – Nordkorea 3:2 (1:1)
| Brasilien                                                                                    | Brasilien | Nordkorea | Nordkorea |
| -------------------------------------------------------------------------------------------- | --- | --- | --------- |
| Brasilien                                                                                    | \| 20. November 2008 um 19:00 Uhr (Ortszeit); 23:00 Uhr (MEZ) in Temuco (Estadio Germán Becker) \| \| Zuschauer: 12.500 \| \| Schiedsrichterin: Bibiana Steinhaus ( Deutschland) \| | \| 20. November 2008 um 19:00 Uhr (Ortszeit); 23:00 Uhr (MEZ) in Temuco (Estadio Germán Becker) \| \| Zuschauer: 12.500 \| \| Schiedsrichterin: Bibiana Steinhaus ( Deutschland) \|                                            | Nordkorea |
| Brasilien                                                                                    | Viviane – Joyce, Calandrini, Janaína, Leah, Estergiane – Adriane (88. Daiane), Stephane, Francielle – Érika , Pamela (90. Joseane) Cheftrainer: Kleiton Lima                        | Kim Un Ju – Pak Kuk Hui, Sin Sol Ryon, Ri Un-hyang – Kim Chun Hui, Ri Ye Gyong (87. Ri Un Hye), Ri Jong Sim, Hwang Song Mi, Ryom Su Ok (46. Choe Un Ju) – Ra Un Sim (81. Kim Hyang Mi), Cha Hu Nam Cheftrainer: Choe Kwang Sok | Nordkorea |
| Brasilien                                                                                    | 1:1 Janaína (45.+2') 2:1 Érika (48.) 3:1 Francielle (66., Elfmeter) | 0:1 Ri Ye Gyong (30.) 3:2 Ri Un-hyang (90.) | Nordkorea |
| Brasilien                                                                                    | Daiane (90.) | Choe Un Ju (62.), Ri Un-hyang (65.) | Nordkorea |
| 20. November 2008 um 19:00 Uhr (Ortszeit); 23:00 Uhr (MEZ) in Temuco (Estadio Germán Becker) | | |           |
| Zuschauer: 12.500                                                                            | | |           |
| Schiedsrichterin: Bibiana Steinhaus ( Deutschland)                                           | | |           |

## Nordkorea – Norwegen 3:2 (2:0)
| Nordkorea                                                                                    | Nordkorea | Norwegen | Norwegen |
| -------------------------------------------------------------------------------------------- | --- | --- | -------- |
| Nordkorea                                                                                    | \| 23. November 2008 um 12:00 Uhr (Ortszeit); 16:00 Uhr (MEZ) in Temuco (Estadio Germán Becker) \| \| Schiedsrichterin: Jennifer Bennett ( Vereinigte Staaten) \|                                                                    | \| 23. November 2008 um 12:00 Uhr (Ortszeit); 16:00 Uhr (MEZ) in Temuco (Estadio Germán Becker) \| \| Schiedsrichterin: Jennifer Bennett ( Vereinigte Staaten) \| | Norwegen |
| Nordkorea                                                                                    | Kim Un Ju – Pak Kuk Hui, Sin Sol Ryon, Ri Un-hyang – Kim Chun Hui, Ri Ye Gyong, Ri Jong Sim, Hwang Song Mi, Choe Un Ju (76. Ryom Su Ok) – Ra Un Sim (90.+4 Kim Hyang Mi), Cha Hu Nam (90. Choe Yong Sim) Cheftrainer: Choe Kwang Sok | Ingrid Thorbjørnsen – Astrid Grøttå Ree, Caroline Walde, Marita Skammelsrud Lund, Ingrid Ryland – Maren N. Mjelde , Isabell Herlovsen, June Tårnes (75. Ida Elise Enget), Ingrid Moe Wold (82. Eline Johansen) – Ingvild Isaksen, Kristine W. Hegland Cheftrainer: Jarl Torske | Norwegen |
| Nordkorea                                                                                    | 1:0 Ri Ye Gyong (17.) 2:0 Ra Un Sim (29.) 3:2 Ra Un Sim (64.) | 2:1 Isabell Herlovsen (52.) 2:2 Isabell Herlovsen (59.) | Norwegen |
| Nordkorea                                                                                    | Ra Un Sim (81.), Sin Sol Ryon (90.+2'), Kim Hyang Mi (90.+5') | | Norwegen |
| 23. November 2008 um 12:00 Uhr (Ortszeit); 16:00 Uhr (MEZ) in Temuco (Estadio Germán Becker) | | |          |
| Schiedsrichterin: Jennifer Bennett ( Vereinigte Staaten)                                     | | |          |

## Mexiko – Brasilien 0:5 (0:2)
| Mexiko                                                                                       | Mexiko | Brasilien | Brasilien |
| -------------------------------------------------------------------------------------------- | --- | --- | --------- |
| Mexiko                                                                                       | \| 23. November 2008 um 15:00 Uhr (Ortszeit); 19:00 Uhr (MEZ) in Temuco (Estadio Germán Becker) \| \| Zuschauer: 13.080 \| \| Schiedsrichterin: Alexandra Ihringová ( England) \| | \| 23. November 2008 um 15:00 Uhr (Ortszeit); 19:00 Uhr (MEZ) in Temuco (Estadio Germán Becker) \| \| Zuschauer: 13.080 \| \| Schiedsrichterin: Alexandra Ihringová ( England) \| | Brasilien |
| Mexiko                                                                                       | Erika Vanegas – Ana Gomez, Susana Mendoza, Valeria Hernandez (19. Wendoline Ortiz) – Liliana Mercado, Yalu Mondragon , Alejandra Torres (37. Alina Garciamendez) – Charlyn Corral, Dinora Garza, Stephany Mayor, Claudia Garcia (62. Inglis Hernandez) Cheftrainerin: Andrea Rodebaugh | Viviane – Joyce (72. Rafaela), Calandrini, Janaína, Leah, Estergiane – Adriane, Stephane (66. Ketlen), Francielle – Érika , Pamela (66. Daiane) Cheftrainer: Kleiton Lima         | Brasilien |
| Mexiko                                                                                       | 0:1 Pamela (4.) 0:2 Francielle (40.) 0:3 Daiane (68.) 0:4 Ketlen (90.+4') 0:5 Wendoline Ortiz (90.+5', Eigentor) | | Brasilien |
| Mexiko                                                                                       | Pamela (58.) | | Brasilien |
| 23. November 2008 um 15:00 Uhr (Ortszeit); 19:00 Uhr (MEZ) in Temuco (Estadio Germán Becker) | | |           |
| Zuschauer: 13.080                                                                            | | |           |
| Schiedsrichterin: Alexandra Ihringová ( England)                                             | | |           |

## Nordkorea – Mexiko 5:1 (3:0)
| Nordkorea                                                                                      | Nordkorea | Mexiko | Mexiko |
| ---------------------------------------------------------------------------------------------- | --- | --- | ------ |
| Nordkorea                                                                                      | \| 27. November 2008 um 16:00 Uhr (Ortszeit); 20:00 Uhr (MEZ) in Chillán (Estadio Nelson Oyarzún) \| \| Schiedsrichterin: Carolina González ( Chile) \|                                                                      | \| 27. November 2008 um 16:00 Uhr (Ortszeit); 20:00 Uhr (MEZ) in Chillán (Estadio Nelson Oyarzún) \| \| Schiedsrichterin: Carolina González ( Chile) \| | Mexiko |
| Nordkorea                                                                                      | Kim Un Ju – Pak Kuk Hui, Yun Song Mi, Ri Un-hyang – Kim Chun Hui, Ri Ye Gyong, Choe Un Ju, Hwang Song Mi, Ryom Su Ok (34. Kim Chol Mi) – Ra Un Sim (76. Ri Un Hye), Cha Hu Nam (52. Ri Hyon Suk) Cheftrainer: Choe Kwang Sok | Erika Vanegas – Ana Gomez, Susana Mendoza, Wendoline Ortiz – Liliana Mercado , Liliana Godoy (59. Valeria Hernandez) – Rosaura Gallegos, Alina Garciamendez, Charlyn Corral, Dinora Garza, Stephany Mayor, Claudia Garcia (69. Janet Mendez) Cheftrainerin: Andrea Rodebaugh | Mexiko |
| Nordkorea                                                                                      | 1:0 Ryom Su Ok (9.) 2:0 Pak Kuk Hui (17.) 3:0 Choe Un Ju (39.) 4:0 Ri Hyon Suk (53.) 5:0 Ri Ye Gyong (66.) | 5:1 Charlyn CORRAL (84.) | Mexiko |
| 27. November 2008 um 16:00 Uhr (Ortszeit); 20:00 Uhr (MEZ) in Chillán (Estadio Nelson Oyarzún) | | |        |
| Schiedsrichterin: Carolina González ( Chile)                                                   | | |        |

## Norwegen – Brasilien 0:3 (0:1)
| Norwegen | Norwegen | Brasilien | Brasilien |
| --- | --- | --- | --------- |
| Norwegen | \| 27. November 2008 um 16:00 Uhr (Ortszeit); 20:00 Uhr (MEZ) in Coquimbo (Estadio Francisco Sánchez Rumoroso) \| \| Schiedsrichterin: Erika Vargas ( Costa Rica) \| | \| 27. November 2008 um 16:00 Uhr (Ortszeit); 20:00 Uhr (MEZ) in Coquimbo (Estadio Francisco Sánchez Rumoroso) \| \| Schiedsrichterin: Erika Vargas ( Costa Rica) \|    | Brasilien |
| Norwegen | Ingrid Thorbjørnsen – Astrid Grøttå Ree (64. Elise Thorsnes), Caroline Walde, Marita Skammelsrud Lund, Ingrid Ryland – Maren N. Mjelde , Isabell Herlovsen, June Tårnes, Ingrid Moe Wold (46. Kristine W. Hegland) – Ingvild Isaksen, Ida Elise Enget (77. Tina Wulf) Cheftrainer: Jarl Torske | Viviane – Joyce, Calandrini (46. Daiane), Janaína, Leah, Estergiane – Adriane (82. Karen), Stephane, Francielle – Érika , Pamela (86. Ketlen) Cheftrainer: Kleiton Lima | Brasilien |
| Norwegen | 0:1 Érika (39.) 0:2 Daiane (80.) 0:3 Pamela (83.) | | Brasilien |
| Norwegen | Ida Elise Enget (30.) | Calandrini (45.+1') | Brasilien |
| 27. November 2008 um 16:00 Uhr (Ortszeit); 20:00 Uhr (MEZ) in Coquimbo (Estadio Francisco Sánchez Rumoroso) | | |           |
| Schiedsrichterin: Erika Vargas ( Costa Rica)                                                                | | |           |